# Zio Paperone e il torneo monetario
Zio Paperone e il torneo monetario (The Second-richest Duck) è una storia a fumetti con personaggi della Disney scritta e disegnata da Carl Barks; vi esordì il personaggio di Cuordipietra Famedoro (Flintheart Glomgold), miliardario sudafricano rivale di Zio Paperone.

## Storia editoriale
Costituita da 20 tavole, venne pubblicata per la prima volta negli USA sul numero 15 di Uncle Scrooge del settembre 1956. In Italia venne pubblicata per la prima volta col titolo Paperino e il torneo monetario su Topolino n. 152 del 1956.

## Trama
La storia racconta di un torneo tra Paperon de' Paperoni e Cuordipietra Famedoro, miliardario che sostiene di essere il più ricco del mondo. Così Paperone, dopo aver stracciato il Maragià del Verdestan, inizia una nuova sfida con un miliardario, destinata anch'essa ad essere vinta dal finanziere di Paperopoli. La storia si apre con Paperone che legge su un giornale raccattato al parco che Cuordipietra Famedoro si è autoproclamato il papero più ricco del mondo. Dopo un primo momento di panico, Paperone scopre di avere la stessa quantità monetaria accennata da Famedoro nell'articolo, quindi decide di partire per il Sudafrica (dove Cuordipietra vive) e dar via a un "torneo monetario". Appena giunti, Paperone, accompagnato dai nipoti, constata come Cuordipietra abbia un deposito identico al suo e che lo stesso è solito fare il bagno nelle monete. Subito i due miliardari si ritrovano ai ferri corti, tanto che Paperino e Qui, Quo e Qua sono costretti a legarli. Il giorno dopo, dopo una notte passata insonne a confrontare verbalmente i loro possedimenti (sempre uguali) i due non riescono a stabilire chi abbia la palla di spago (formata da spaghi raccattati a terra) più grande: decidono allora di srotolarle parallelamente per la savana. La sfida sembra interminabile, ma, a causa di una serie di traversie, le due palle di spago (incendiate, rosicchiate e strappate) si riducono notevolmente e alla fine Paperone e Cuordipietra rimangono con due palline di spago misurabili in pochi metri: anche queste tuttavia si rivelano identiche, ma Paperone otterrà la vittoria aggiungendovi lo spago che tiene legata la Numero Uno.